# Debulhador-mosqueado
O debulhador-mosqueado (Toxostoma ocellatum) é uma espécie de pássaro da família Mimidae. É endêmica do México.

## Taxonomia e sistemática
O debulhador-mosqueado tem duas subespécies, o T. o. ocellatum e o T. o. villai.

## Descrição

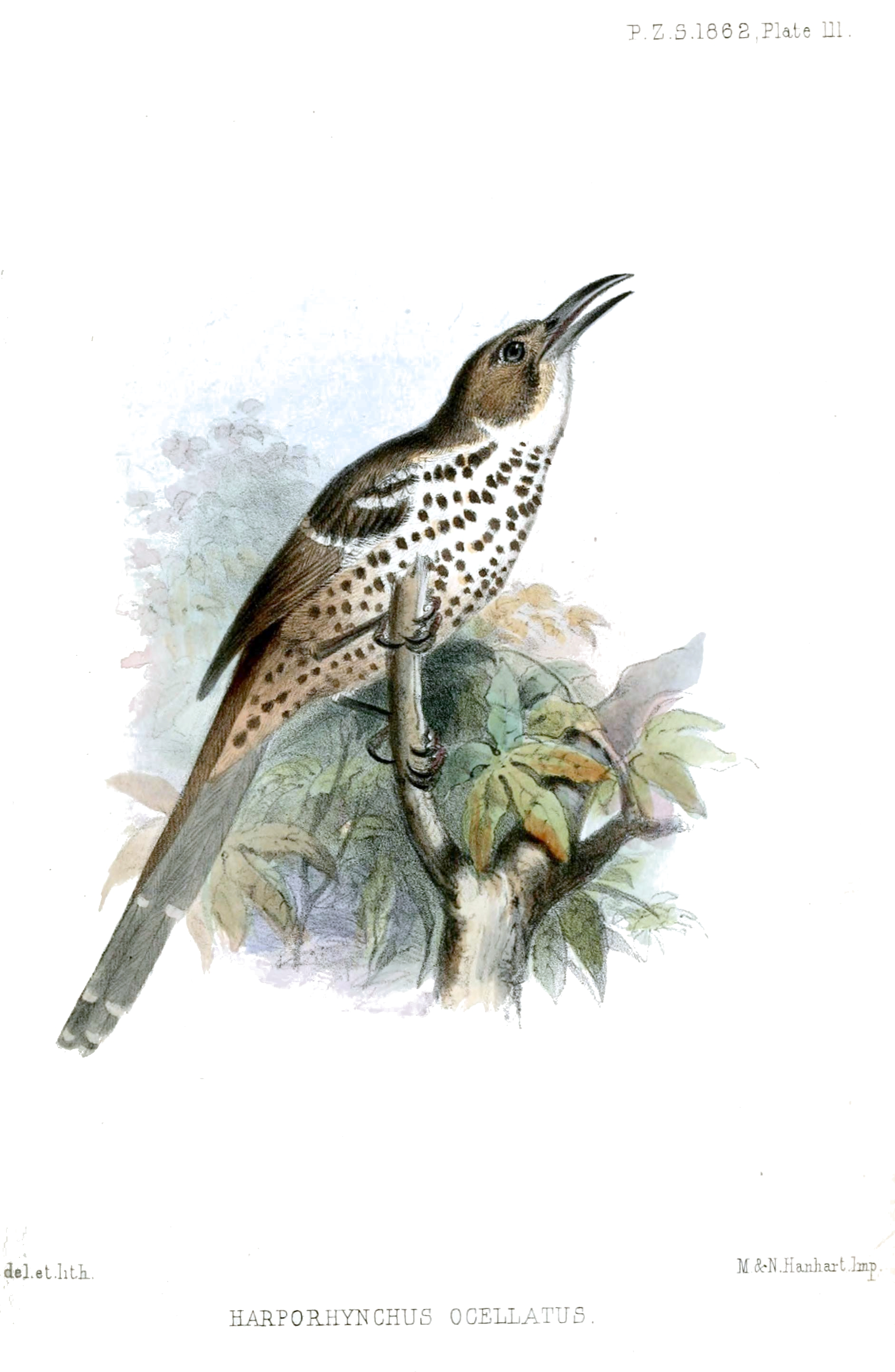
Ilustração de 1862 do Toxostoma ocellatum

O debulhador-mosqueado mede de 26,5 a 29,5 cm de comprimento; 14 espécimes pesavam de 77,3 a 95,8 g. As partes superiores dos adultos são marrom-escuras e têm uma leve coloração oliva. Eles têm uma listra superciliar branca a couro e bochechas marrons. As asas dobradas mostram duas faixas brancas e as penas externas da cauda têm pontas brancas estreitas. A parte inferior das penas é esbranquiçada, escurecendo para couro no ventre e marrom nos flancos. O peito, as laterais e os flancos têm manchas pretas fortes.

## Distribuição e habitat
A subespécie nomeada de debulhador-mosqueado é encontrada na região central do México, de San Luis Potosí ao sul dos estados de Hidalgo e México. O T. o. villai é encontrado no sul do México, entre Puebla e Oaxaca.
O debulhador-mosqueado habita uma variedade de paisagens, incluindo arbustos áridos e semiáridos e o sub-bosque de florestas de carvalho e pinheiro-carvalho. Em termos de altitude, varia de 1.400 a 3.000 m.

## Comportamento

### Alimentação
O debulhador-mosqueado forrageia principalmente em vegetação densa, no solo ou próximo a ele. Embora sua dieta não tenha sido documentada, presume-se que seja composta principalmente de artrópodes, outros invertebrados e, possivelmente, frutas.

### Reprodução
Sabe-se muito pouco sobre a fenologia de reprodução do debulhador-mosqueado. Seu ninho é feito de galhos e grama, localizado em um arbusto ou árvore. Acredita-se que o tamanho da ninhada seja de dois filhotes.

### Vocalização
O canto do debulhador-mosqueado é “um ruído variado e rico em que as frases são repetidas duas ou três vezes”, geralmente cantado do alto de um arbusto ou árvore. Seus chamados incluem “um chehk ou tchehk duro e levemente estridente”.

## Status de conservação
A IUCN avaliou o status de conservação do debulhador-mosqueado como sendo pouco preocupante. No entanto, sua área de distribuição é relativamente pequena e sua população e tendência populacional são desconhecidas.